# اندرو اچ. نول
اندرو اچ. نول (انگلیسی: Andrew H. Knoll؛ زادهٔ ۱ ژانویهٔ ۱۹۵۱) دانشمند در زمینه اهل ایالات متحده آمریکا است.
وی همچنین برندهٔ جوایزی همچون کمک‌هزینه گوگنهایم شده‌است.